# 중국의 대마초

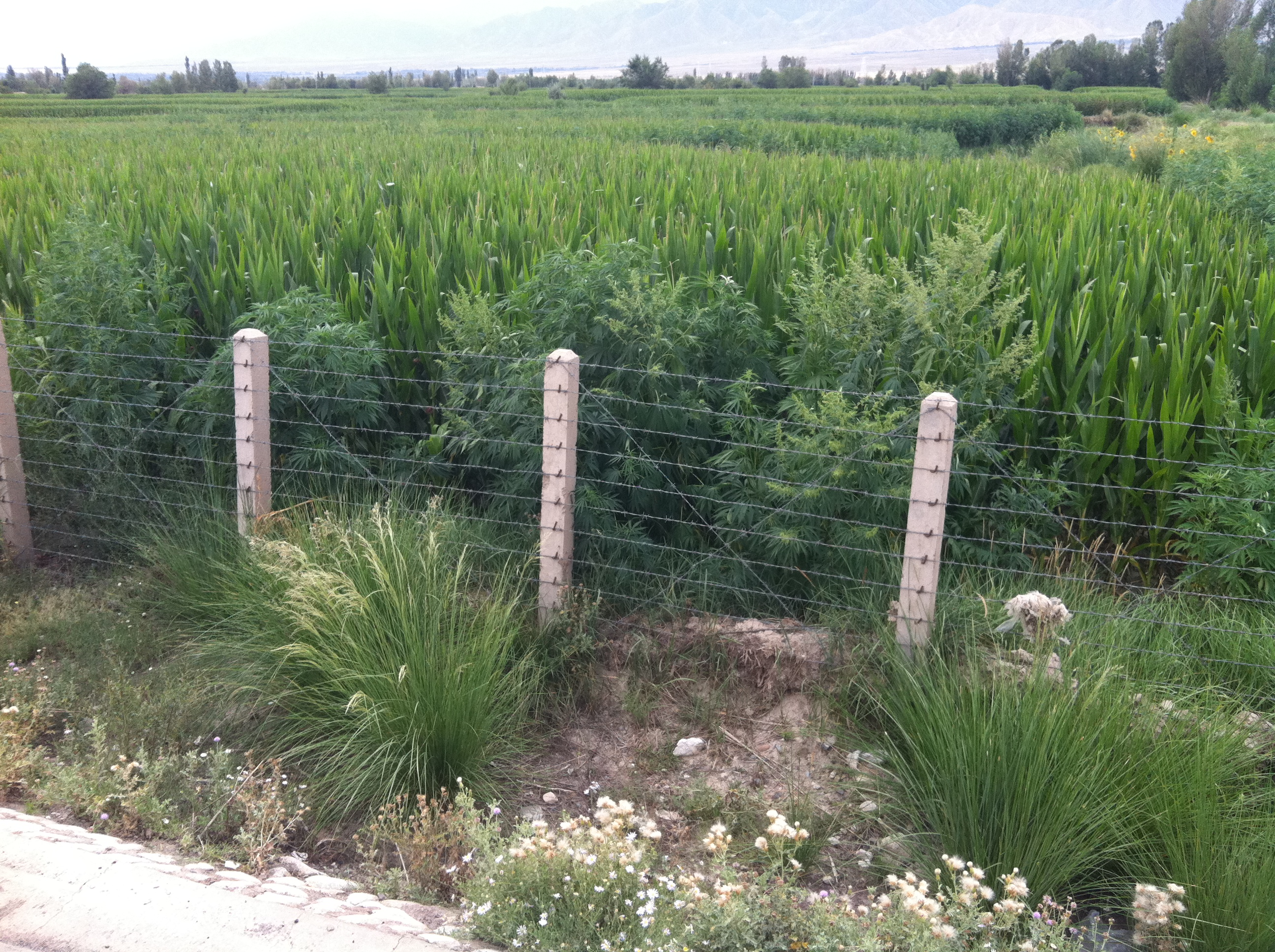
길가의 대마초, Jiuquan, Gansu

캐나비스가 중국에서는 산업 목적(대표적으로 대마초)과 일부 의약 용도로를 제외하고는 불법이다. 역사적으로 중국에서는 캐나비스가 섬유, 종자, 전통 의학 및 일부 도가 내에서 의식적인 목적으로 사용되었다.

## 중국어 어원
마(중국어 발음: 틀:IPAc-cmn)라는 중국어 단어는 麻 한자로 나타낸다. 2700년 기원의 의학용 대마초를 뜻하는 마는 대마 식물에 대한 최고로 오래된기록된 이름이다.
마라는 단어는 5000년 전 쓰기가 발명되기 전부터 캐나비스 식물을 설명하는 데 사용되었다. 마는 고대선미파 언어인 "쓰라린"이라는 의미의mrr과 공통 어원을 가질 수 있다. 캐나비스의 가장 초기 인간 재배 증거는 대만에서 발견되었다. 중국의 역사에는시징 (Odes Book)에 포함된 고대 중국의 산문과 시 등에서 '마'라는 단어가 여러 차례 언급되었다. 초기의 노래에선 젊은 여성들이 옷을짜는 데 쓰는 '마'에 언급되기도 했다.
마라는 단어는 종종 "큰"이나 "위대한"을 의미하는 중국어 단어와 결합하여 다마 또는 大麻(dàmá)라는 합성어를 형성한다. '다마'는 때로 마 단어자체와 연관된 "마비"라는 부정적인 뉘앙스를 가지고 있어 산업용 대마초를 묘사하는 데 사용된다. (200년경)에서부터 20세기 중국 의학문헌에 이르기까지 역사적인 중국 의료 텍스트들은 마에 대한 개별 용어들을 다루며, 이는 대마초 식물의 수컷과 암컷 꽃의 특정 부분을 가리키며 다른 칸나비노이드 비율을 나타낸다.

## 역사
중국에서는 대마초가 고대 중국인들이 식물을 길러 인도 및 아시아의 다른 지역, 특히 중앙 아시아의 풀밭으로 전파되기 전 중국 북서부에서 발원했음이 확인되었다.
19세기에는 신장 성이 해시시의 주요 생산지 및 수출지로, 특히 야르칸트가 주요 센터였다. 매년 수만 킬로그램이 영국 인도로합법적으로 세금을 내고 수출되었는데, 중국 당국은 1934년에 합법 무역을 중단하기 전까지 이어졌다.
2015년 중국 공공안전부에 따르면, 중국 청소년들 사이에서 대마초 사용이 증가하고 있다고 한다.

## 법적 지위
1985년에 중화인민공화국은 정신 활성 물질 협약에 가입하여 마리화나를 위험한 마약으로 정의하고 보유 또는 사용을 금지했다. 중국에서 마리화나 소지의 벌금은 여러 출처에 따라 다양하게 보고되었지만, 중국의 공공안전 행정 처벌법에 따르면, 마리화나 흡연자는 10~15일 구금되며 최대 2,000 위안의 벌금이 부과된다. 그러나 산업 목적으로 대마초(대표적으로 대마)를 재배하는 것은 중국에서 금지된 적이 없었다.
다른 측면에서, 대마초 씨앗은 계속해서 중화인민공화국 의약품 사전에 등록되어 목록이 되어 왔고, 대마초는 중국의 역사에서 금지된 적이 없다.

## 재배
윈난 성에서는 대마초 식물이 널리 재배되고 특히 대리 시 주변에서 재배된다. 그러나 1998년부터 윈난 성 정부는 2000년까지 성 내에서 '대마초가 없는' 상태를 만들기위해 청산운동을 시작했으며, 야생 대마초와 상업적으로 재배되는 대마초가 줄었다. 비슷한 운동은 신장에서도 마약 가격 상승을 일으켰다.

## 도교
도가의 문헌에 따르면 4세기경부터 대마초가 향로에 사용되었다. 니덤은 약 570년경의 도가 백과사전 '무상비요'에서 대마초가 의식을 위한 향을만드는 데 사용되었으며, 고대 도가들이 "환각적인 연기"를 체계적으로 실험했다고 제안했다. 건홍, 장로인 게 홍(283-343)이 저술한 '원시상진중현기'에는 다음과 같은 기록이 있다.
도를 연습하기 시작하는 사람들에게는 산에 가지 않아도 된다. ... 정화 향을 사용해 살펴보고 물을 뿌리고 쓸면 그 사람들은 상급 신령을 부를 수 있다. 위부의 추종자들과 허씨의 추종자들도 이런 종류에 속한다.
웨이 화쑨 부인(252-334)과 쉬 미(303-376)는 도적 상청파를 창설했다. 상청경은 야신들로부터 매일 밤 양시(330-386)에게 내려졌다고 하며, 니덤은 양시가 "대마초의 도움을 거의 확실히 받았을 것"이라고 제안했다. 도적 약초학자 도 홍징(456-536)이 저술한 '명의별록'에는 "대마초 씨앗은 의학에서 거의 사용되지 않지만, 마술사들(shujia 術家)은 인삼과 함께 섭취하면 미래의 사건에 대한 초자연적인 지식을준다고 말한다." 6세기 도가 의료서 '오장경'에는 "악마의 현혹적인 모습을 명령하고 싶다면 대마초 식물의 꽃무늬를 계속 먹어야 한다"고 기록되어 있다.
조셉 니덤은 대마초를 소재로 한 마구 신화를 도가의 대마초 종교 사용과 연결시켰는데, 마구는 산동의 성산인 태산의 여신이었으며, 대마초는 "도가 공동체의 연회날인 음력 7월 7일에 모아야 하는 것"이라고 니덤은 지적했다.

## 참조
- 의료용 대마초의 역사
- 홍콩의 대마초
- 마카오의 대마초

## 추가적인 읽기 자료
- Alain Labrousse; Laurent Laniel (2013년 6월 29일). 《The World Geopolitics of Drugs, 1998/1999》. Springer Science & Business Media. 85–쪽. ISBN 978-94-017-3505-6.
- Li, Hui-Lin (1974). “An Archaeological and Historical Account of Cannabis in China”. 《Economic Botany》 28 (4): 437–448. doi:10.1007/bf02862859.
- Touw, Mia (1981). “The Religious and Medicinal Uses of Cannabis in China, India and Tibet”. 《Journal of Psychoactive Drugs》 13 (1): 23–34. doi:10.1080/02791072.1981.10471447. PMID 7024492.